# 滕斯波特 (肯塔基州)
滕斯波特（英語：Ten Spot）是位於美國肯塔基州哈倫縣的一個非建制地區。

## 地理
滕斯波特所處的海拔為高於海平面411米（即1348英呎），而該地所採用的時區為UTC-5，即北美東部時區（EST）。同時該地設有夏令時間，為UTC-5調快一小時，即UTC-4（EDT）。